# Acropora tenuis
Espèce
Statut de conservation UICN

 NT  : Quasi menacé
Statut CITES
Acropora tenuis est une espèce de coraux appartenant à la famille des Acroporidae.

## Description et caractéristiques

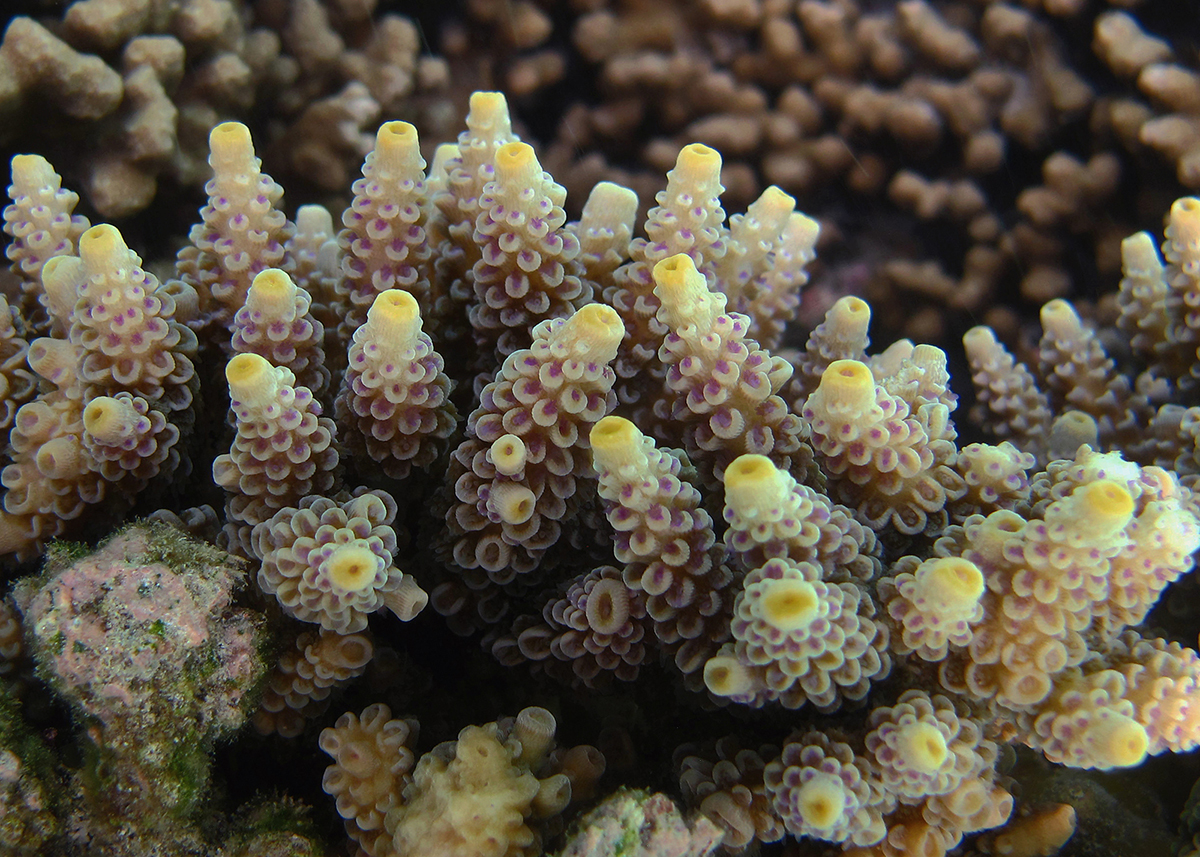
Gros-plan sur les corallites à la Réunion.